# 하레 아메 노치 스키 ♡
하레 아메 노치 스키 ♡(晴れ 雨 のち スキ ♡ 비 온 후 맑은 하늘이 좋아[*])는 2003년 9월 18일에 발매된 모닝구무스메 사쿠라구미의 첫 번째 싱글이다.

## 개요
- 2003년 9월, 모닝구무스메 15명의 멤버를 모닝구무스메 사쿠라구미와 모닝구무스메 오토메구미로 나누어 활동을 시작하였다.

- 멤버는 아베 나츠미, 야구치 마리, 요시자와 히토미, 카고 아이, 다카하시 아이, 콘노 아사미, 니이가키 리사, 카메이 에리 등 8명이다.

- 무대 의상은 분홍색 원피스이다.

- 2004년 발매된 아베 나츠미의 앨범 외톨이에 아베 버전으로 수록되었다.

## 수록곡
1. 晴れ 雨 のち スキ ♡
작사, 작곡 : 층쿠 / 편곡 : 스즈키Daichi히데유키
2. でっかい宇宙に愛がある (모닝구무스메 사쿠라구미 Version)
작사, 작곡 : 층쿠 / 편곡 : 다카하시 유이치
3. 晴れ 雨 のち スキ ♡ (Instrumental)

## 참여 뮤지션
※괄호는 트랙 번호
- 스즈키Daichi히데유키 - 기타, 프로그래밍 (1)
- 이나바 아쓰코 - 코러스 (1)
- 다카하시 유이치 - 기타, 프로그래밍 (2)

## 차트
- 주간최고순위 2위 (오리콘 차트)